# جيوفاني كورتي
جيوفاني كورتي (بالهولندية: Giovanni Korte) (1 أغسطس 1993 بلاهاي في هولندا - ) هو لاعب كرة قدم هولندي في مركز الوسط. لعب مع أدو دين هاغ ونادي دوردريخت.

## وصلات خارجية
- جيوفاني كورتي على موقع قاعدة بيانات كرة القدم.إي يو (الإنجليزية)
- جيوفاني كورتي على موقع Soccerbase.com (لاعب) (الإنجليزية)
- جيوفاني كورتي على موقع Soccerway.com (الإنجليزية)
- جيوفاني كورتي على موقع عالم كرة القدم.نت (الإنجليزية)